# Vierkamerstelsel
Een vierkamerstelsel is de aanduiding voor een parlementair systeem waarbij de wetgevende macht uit vier kamers bestaat.
Het vierkamerstelsel komt nu niet meer voor en alleen van de Zweedse Rijksdag is het bekend dat het in die vorm bestaan heeft. 
De Zweedse Rijksdag was (officieel) onderverdeeld in de volgende vier kamers/groepen:
- Adel
- Geestelijkheid
- Burgerij
- Boeren